# La Chaîne (film)
« The Defiant Ones » redirige ici.  Pour le documentaire, voir The Defiant Ones (documentaire).
Pour l’article homonyme, voir La Chaîne.
Pour plus de détails, voir Fiche technique et Distribution.
La Chaîne (The Defiant Ones) est un film dramatique américain réalisé et produit par Stanley Kramer sur le scénario de Harold Jacob Smith d'après l'histoire de Nedrick Young, mettant en vedette Sidney Poitier et Tony Curtis. Distribué par United Artists, ce film est sorti le 27 septembre 1958 aux États-Unis.
En France, par le même distributeur, ce long-métrage a été projeté le 21 janvier 1959.
Il remporte, en 1959 deux récompenses lors de la 31e Cérémonie des Oscars pour l'écriture et la photographie, tout en étant nommé pour six autres, dont celui du meilleur réalisateur, meilleur acteur dans un rôle principal (Tony Curtis et Sidney Poitier) et meilleur film. Les deux acteurs principaux ont également remporté meilleur acteur dans un film, tandis que le film a remporté le meilleur film et le meilleur réalisateur pour le réalisateur Stanley Kramer de New York Film Critics Circle. Sidney Poitier a également remporté un prix pour le meilleur acteur de la British Academy of Film et Television Arts, ainsi que le Prix Ours d'argent du meilleur acteur au Festival International du Film de Berlin.

## Synopsis
Dans le sud des États-Unis, deux prisonniers, le Noir Noah Cullen (Sidney Poitier) et le Blanc John Jackson (Tony Curtis), sont transportés par fourgon cellulaire vers leur nouveau lieu de détention. Le véhicule a un accident et les deux prisonniers en profitent pour s'évader.
Pendant que le shérif du comté (Theodore Bikel) organise la poursuite, Cullen et Jackson, malgré la haine raciste qu'ils ont l'un envers l'autre, n'ont d'autre choix que de coopérer s'ils veulent échapper à ceux qui les ont pris en chasse car ils sont incapables de briser la chaîne qui les lie. Ils tentent de voler de la nourriture dans un village mais ils sont surpris par les habitants qui cherchent à les attraper pour les pendre. Par chance, l'un d'eux (Lon Chaney Jr.) leur donne le moyen de s'enfuir.
Ils finissent par échouer dans une ferme où une femme (Cara Williams), abandonnée par son mari, habite avec son fils (Kevin Coughlin). Elle leur donne le moyen de couper la chaîne. Elle et Jackson se lient d'amitié. Cependant, lorsque ce dernier apprend qu'elle a envoyé Cullen à une mort certaine en lui indiquant un chemin menant droit à un marais, il la quitte et court le prévenir. Incapables de rattraper un train en marche qui aurait pu leur faire quitter l'État, les deux évadés sont finalement repris par leurs poursuivants.

## Fiche technique
- Titre : La Chaîne
- Titre original : The Defiant Ones
- Réalisation : Stanley Kramer
  - Assistante réalisation : Paul Helmick
- Scénario : Harold Jacob Smith d'après l'histoire de Nedrick Young
- Photographie : Sam Leavitt
- Montage : Frederic Knudtson
- Musique : Ernest Gold
  - Chef orchestre : Jack Marshall
- Son : Walter Elliott
- Direction artistique : Fernando Carrere
- Décors : Rudolph Sternad
- Producteur : Stanley Kramer
- Sociétés de production : Curtleigh Productions et Lomitas Productions Inc.
- Société de distribution : United Artists
- Effets spéciaux : Alex Weldon
- Pays d'origine :  États-Unis
- Langue : anglais
- Format : Noir et blanc — 2.20:1 • 35 mm — son monophonique (Westrex Recording System)
- Genre : Film dramatique
- Durée : 97 minutes
- Dates de sortie :
  -  États-Unis : 27 septembre 1958
  -  France : 21 janvier 1959
- Affiche : Henri Cerutti (France)

## Distribution
- Sidney Poitier (VF : Bachir Touré) : Noah Cullen
- Tony Curtis (VF : Jean-Claude Michel) : John Jackson
- Charles McGraw (VF : José Squinquel) : Le capitaine Frank Gibbons
- Theodore Bikel (VF : Claude Bertrand) : Le shérif Max Muller
- Lon Chaney Jr. (VF : Pierre Morin) : Big Sam
- Cara Williams (VF : Jeanine Freson) : La mère de Billy
- Kevin Coughlin : Billy
- King Donovan (VF : Jacques Dynam) : Solly
- Claude Akins (VF : Alexandre Rignault) : Mack
- Whit Bissell (VF : Serge Sauvion) : Lou Gans
- Carl Switzer : L'homme au transistor
- Lawrence Dobkin (VF : Jean Violette) : Dave

## Production

### Casting
Le réalisateur Stanley Kramer désirait d'abord avoir Marlon Brando pour le rôle de John Jackson, mais celui-ci n'était pas disponible à cause du tournage du film Les Révoltés du Bounty. De son côté, Tony Curtis était très désireux d'y jouer  car il voulait se démarquer des rôles de beaux et gentils garçons qu'on lui avait assignés jusqu'alors. Au départ, Stanley Kramer avait eu quelques appréhensions à lui donner le rôle : il a finalement cédé.[réf. nécessaire] Elvis Presley voulait jouer le rôle de John Jackson[réf. nécessaire] dans le film dans l'espoir que Sammy Davis Jr. obtienne celui de Noah Cullen. Son agent l'a finalement persuadé de ne pas faire le film. Tony Curtis avait insisté pour que Sidney Poitier joue dans le film.[réf. nécessaire]
Le jeune homme qui écoute le radio transistor se nomme Carl Alfalfa Switzer. Il a été tué peu après la sortie du film lors d'une fusillade.

### Préparation
Le film est marqué par le double contexte du maccarthysme et du racisme :

« Kramer croyait à la fraternité et à la solidarité… Un simple élément suffit à prouver le courage et la sincérité de Stanley Kramer. Le coscénariste Nathan E. Douglas n'existe pas. Derrière ce pseudonyme se cachait Nedrick Young, acteur et scénariste victime des persécutions maccarthystes, auquel Kramer permit ainsi de retravailler. »

En outre, Tony Curtis dut se battre pour que le nom de Sidney Poitier figure à côté du sien sur l'affiche du film.

### Tournage
Le tournage s'est déroulé en Californie et aux Universal Studios.
Lieux de tournage
- Calabasas, dans le Malibu Creek State Park
- Entre Fillmore et Piru, pour la scène de train de Southern Pacific Railroad
- Le Comté de Kern, pour la rivière de Kern à Bakersfield
- Universal Studios

### Musique
La chanson Long Gone est adaptée de celle de Long Gone (From Bowlin' Green) en 1920 écrite par Chris Smith et mise en musique par le compositeur de blues William C. Handy, elle est chantée maintes fois a cappella par Sidney Poitier.

## Récompenses et distinctions

### Récompenses
Ours d'argent du 9e Festival international du film de Berlin 1958
- Meilleur acteur (Sidney Poitier)

New York Film Critics Circle 1958
- Meilleur réalisateur (Stanley Kramer)
- Meilleur film
- Meilleur scénario (Nedrick Young et Harold Jacob Smith)

Oscars du 31e Cérémonie des Oscars 1959
- Meilleure photographie noir et blanc (Sam Leavitt)
- Meilleur scénario original (Nedrick Young et Harold Jacob Smith)

British Academy Film Awards du 13e Cérémonie des BAFTA Awards 1959
- Meilleur acteur (Sidney Poitier)

Bodil 1959
- Meilleur film américain (Stanley Kramer)

Prix Edgar-Allan-Poe 1959
- Meilleur film (Stanley Kramer)

Golden Globes du 16e Cérémonie des Golden Globes 1959
- Meilleur film dramatique

Laurel Awards - Prix d'or 1959
- Meilleure photographie en noir et blanc
- Meilleur acteur dramatique (Sidney Poitier)

Motion Picture Sound Editors 1959
- Meilleur montage sonore

Prix des Writers Guild of America 1959
- Meilleur scénario dramatique américain

### Nominations
Ours d'or du 9e Festival international du film de Berlin
- Meilleur film (Stanley Kramer)

Oscars du 31e Cérémonie des Oscars 1959
- Meilleur acteur (Tony Curtis)
- Meilleur acteur (Sidney Poitier)
- Meilleur acteur dans un second rôle (Theodore Bikel)
- Meilleure actrice dans un second rôle (Cara Williams)
- Meilleur réalisateur (Stanley Kramer)
- Meilleur montage (Frederic Knudtson)
- Meilleur film (Stanley Kramer)

British Academy Film Awards du 13e Cérémonie des BAFTA Awards 1959
- Meilleur film
- Meilleur acteur (Tony Curtis)

Directors Guild of America 1959
- Meilleur film de l'année (Stanley Kramer)

Golden Globes du 16e Cérémonie des Golden Globes 1959
- Meilleur acteur dans un film dramatique (Tony Curtis)
- Meilleur acteur dans un film dramatique (Sidney Poitier)
- Meilleur réalisateur (Stanley Kramer)
- Meilleure actrice dans un second rôle (Cara Williams)

Laurel Awards - Prix d'or 1959
- Meilleur film dramatique
- Meilleur acteur dans un second rôle (Theodore Bikel)
- Meilleure Musique (Ernest Gold)

## Adaptations
Ce film a fait l'objet de plusieurs adaptations :
Cinéma
Le film Black Mama, White Mama de Eddie Romero fait référence à La Chaîne en version féminine, sorti en 1973, avec Pam Grier et Margaret Markov.
En 1986, la production Metro-Goldwyn-Mayer reprend cette version en téléfilm L'Impossible Évasion de David Lowell Rich, avec Robert Urich et Carl Weathers. Dix ans après, en 1996, la même production en refait cette fois-ci en un film sous le titre Liens d'acier de Kevin Hooks, avec Laurence Fishburne et Stephen Baldwin.
Série télévisée
Pour Code Quantum, en 1992, le dixième épisode de la quatrième saison ayant pour titre La Vie ne tient qu'à une chaîne (Unchained) reprend le thème de ce film : le personnage principal de la série, Sam Beckett, se retrouve dans la peau d'un condamné aux travaux forcés enchaîné avec un homme de couleur claustrophobe semblant être également là par erreur, et tous deux doivent fuir ensemble ou être tués par le gardien corrompu.
Les Simpson parodie presque ce film dans l'épisode Fugue pour menottes à quatre mains (The Wandering Juvie) de la quinzième saison, en 2004, où Bart Simpson est obligé de s'évader avec une détenue puisqu'ils sont menottés.
Leverage référence le film dans le septième épisode de la troisième saison The Gone-Fishin' Job, en 2010.
Dans NCIS : Enquêtes spéciales, l'épisode Chained de la seconde saison rappelle au film tout le long de l'épisode où Tony DiNozzo se fait passer pour un criminel en cavale, enchaîné avec un tueur en série.